# Phyllachora fici-heterophyllae
Phyllachora fici-heterophyllae är en svampart som beskrevs av Petr. 1929. Phyllachora fici-heterophyllae ingår i släktet Phyllachora och familjen Phyllachoraceae.   Inga underarter finns listade i Catalogue of Life.